# Amyloplast

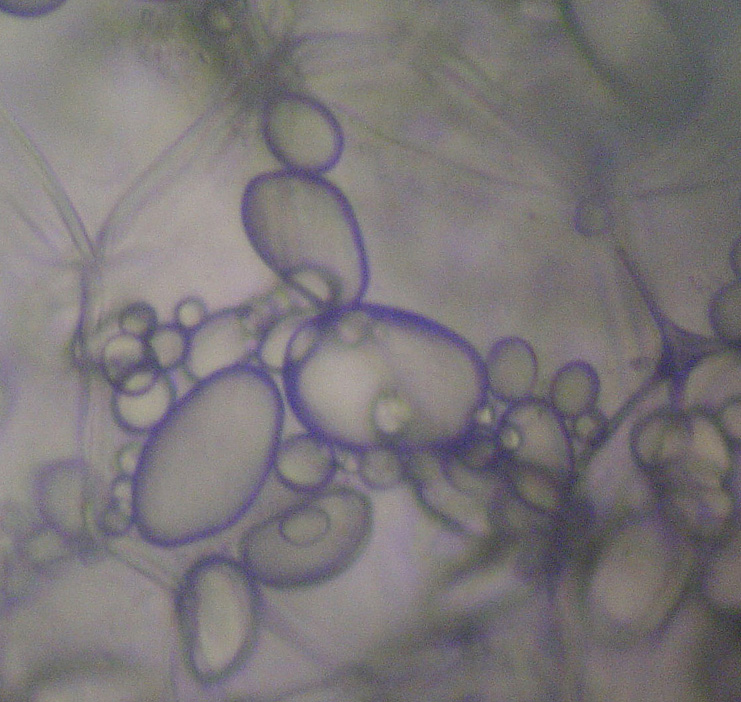
Amyloplasty v buňce brambory

Amyloplasty jsou typem plastidových, dvojitě obalených organel v rostlinných buňkách, které se účastní různých biologických drah. Amyloplasty jsou typem leukoplastů, což je podkategorie pro bezbarvé plastidy neobsahující pigmenty. Amyloplasty se nacházejí v kořenech a zásobních tkáních a ukládají a syntetizují škrob pro rostlinu prostřednictvím polymerace glukózy .  Syntéza škrobu se opírá o transport uhlíku z cytosolu, což je kapalina vyplňující buňku. 
Syntéza a skladování škrobu také probíhá v chloroplastech, což je pigmentovaná organela účastnící se fotosyntézy .  Amyloplasty a chloroplasty jsou blízce příbuzné a amyloplasty se mohou v chloroplasty proměnit; toto je například pozorováno, když jsou hlízy brambor vystaveny světlu a zezelenají.